# سانتا كروز دي لا سييرا

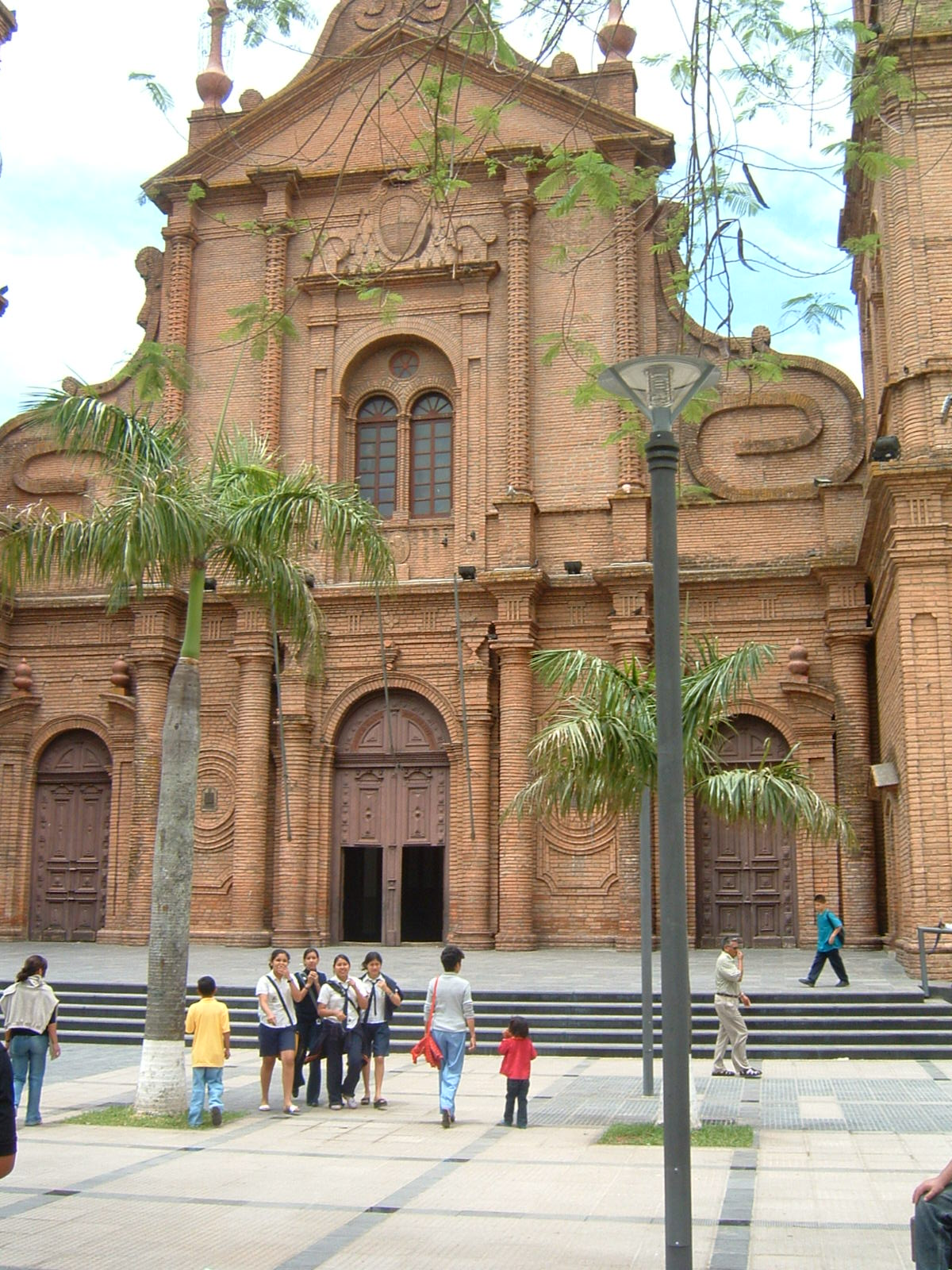
كنيسة شنت لورنس

شَنْتَ قُرُوش (بالإنجليزية: Santa Cruz de la Sierra) هي أكبر مدينة في بوليفيا ويبلغ عدد سكانها 1.5 مليون نسمة.

تدعى هذه المدينة لمدينة أخرى في إسبانيا التي نجد عنها ما يلي:

## المناخ
يظهر الجدول التالي التغييرات المناخية على مدار السنة لسانتا كروز دي لا سييرا:
| البيانات المناخية لـسانتا كروز دي لا سييرا | البيانات المناخية لـسانتا كروز دي لا سييرا | البيانات المناخية لـسانتا كروز دي لا سييرا | البيانات المناخية لـسانتا كروز دي لا سييرا | البيانات المناخية لـسانتا كروز دي لا سييرا | البيانات المناخية لـسانتا كروز دي لا سييرا | البيانات المناخية لـسانتا كروز دي لا سييرا | البيانات المناخية لـسانتا كروز دي لا سييرا | البيانات المناخية لـسانتا كروز دي لا سييرا | البيانات المناخية لـسانتا كروز دي لا سييرا | البيانات المناخية لـسانتا كروز دي لا سييرا | البيانات المناخية لـسانتا كروز دي لا سييرا | البيانات المناخية لـسانتا كروز دي لا سييرا | البيانات المناخية لـسانتا كروز دي لا سييرا |
| الشهر                                      | يناير                                      | فبراير                                     | مارس                                       | أبريل                                      | مايو                                       | يونيو                                      | يوليو                                      | أغسطس                                      | سبتمبر                                     | أكتوبر                                     | نوفمبر                                     | ديسمبر                                     | المعدل السنوي                              |
| ------------------------------------------ | ------------------------------------------ | ------------------------------------------ | ------------------------------------------ | ------------------------------------------ | ------------------------------------------ | ------------------------------------------ | ------------------------------------------ | ------------------------------------------ | ------------------------------------------ | ------------------------------------------ | ------------------------------------------ | ------------------------------------------ | ------------------------------------------ |
| الدرجة القصوى °م (°ف)                      | 38.1 (100.6)                               | 37.8 (100.0)                               | 39.3 (102.7)                               | 38.0 (100.4)                               | 34.0 (93.2)                                | 32.2 (90.0)                                | 32.0 (89.6)                                | 35.0 (95.0)                                | 36.4 (97.5)                                | 38.4 (101.1)                               | 40.3 (104.5)                               | 38.4 (101.1)                               | 40.3 (104.5)                               |
| متوسط درجة الحرارة الكبرى °م (°ف)          | 30.2 (86.4)                                | 30.5 (86.9)                                | 29.5 (85.1)                                | 27.7 (81.9)                                | 24.9 (76.8)                                | 23.1 (73.6)                                | 23.9 (75.0)                                | 27.7 (81.9)                                | 29.4 (84.9)                                | 29.8 (85.6)                                | 30.7 (87.3)                                | 31.4 (88.5)                                | 28.2 (82.8)                                |
| المتوسط اليومي °م (°ف)                     | 26.8 (80.2)                                | 26.6 (79.9)                                | 26.2 (79.2)                                | 24.7 (76.5)                                | 22.8 (73.0)                                | 20.4 (68.7)                                | 21.1 (70.0)                                | 23.0 (73.4)                                | 25.2 (77.4)                                | 26.4 (79.5)                                | 27.1 (80.8)                                | 27.0 (80.6)                                | 24.8 (76.6)                                |
| متوسط درجة الحرارة الصغرى °م (°ف)          | 21.3 (70.3)                                | 21.3 (70.3)                                | 20.5 (68.9)                                | 18.9 (66.0)                                | 16.5 (61.7)                                | 15.4 (59.7)                                | 14.8 (58.6)                                | 16.3 (61.3)                                | 18.7 (65.7)                                | 19.8 (67.6)                                | 20.3 (68.5)                                | 20.9 (69.6)                                | 18.7 (65.7)                                |
| أدنى درجة حرارة °م (°ف)                    | 11.6 (52.9)                                | 6.5 (43.7)                                 | 5.0 (41.0)                                 | 9.9 (49.8)                                 | 4.0 (39.2)                                 | 1.0 (33.8)                                 | 0.0 (32.0)                                 | 2.5 (36.5)                                 | 5.6 (42.1)                                 | 11.9 (53.4)                                | 7.8 (46.0)                                 | 14.0 (57.2)                                | 0.0 (32.0)                                 |
| الهطول مم (إنش)                            | 203 (8.0)                                  | 134 (5.3)                                  | 118 (4.6)                                  | 118 (4.6)                                  | 84 (3.3)                                   | 73 (2.9)                                   | 61 (2.4)                                   | 37 (1.5)                                   | 58 (2.3)                                   | 108 (4.3)                                  | 143 (5.6)                                  | 185 (7.3)                                  | 1٬321 (52.0)                               |
| متوسط أيام هطول الأمطار (≥ 1.0 mm)         | 14.0                                       | 11.1                                       | 12.7                                       | 9.4                                        | 11.4                                       | 3.4                                        | 1.0                                        | 4.0                                        | 5.6                                        | 7.4                                        | 9.4                                        | 11.9                                       | 111.6                                      |
| متوسط الرطوبة النسبية (%)                  | 79                                         | 79                                         | 79                                         | 78                                         | 79                                         | 78                                         | 73                                         | 65                                         | 64                                         | 67                                         | 72                                         | 77                                         | 74                                         |
| المصدر: الأرصاد الجوية الألمانية           |                                            |                                            |                                            |                                            |                                            |                                            |                                            |                                            |                                            |                                            |                                            |                                            |                                            |

## توأمة
لسانتا كروز دي لا سييرا اتفاقيات توأمة مع كل من:
- مقاطعة ميامي داد
- مدينة بونو
- كوريتيبا
- لابلاتا
- تاي شانغ
- روساريو (1998 - )
- تاينان
- سان ميغيل دي توكومان (1997 - )[5]

## أعلام
- إروين سانشيز
- خايمي مورينو
- هوغو بانزر
- ماركو إيتشيفيري
- روبرتو سواريز غوميز
- كو إيشيكاوا
- خوان كارلوس أركي
- خوسيه ميغيل دي فيلاسكو فرانكو